# Il bell'Antonio (miniserie televisiva)
Il bell'Antonio è una miniserie televisiva del 2005, diretta da Maurizio Zaccaro, tratta dal romanzo omonimo di Vitaliano Brancati.

## Trama
Tratta dal celebre romanzo scritto da Vitaliano Brancati del 1949, la fiction ambientata nell'Italia bigotta della fine degli anni '30, racconta la storia di Antonio Magnano, un giovane sensibile e di rara bellezza, noto a Catania per la sua fama di "sciupafemmine" che un giorno scopre di essere impotente, scoperta terribile che sconvolge la sua vita. La fiction si apre con il ritorno di Antonio Magnano da Roma nella natìa Catania dove lo aspetta un matrimonio combinato dai suoi genitori.
Antonio, dapprima contrario all'idea, dopo avere incontrato la sua promessa sposa, accetta di buon grado di assecondare il volere del padre, poiché si scopre innamorato della giovane propostagli in moglie. Ma è proprio questo amore che sembra "bloccare" la virilità di Antonio che tenta vanamente di nascondere alla moglie e alla società la sua impotenza che diventa un problema sempre più gravoso, fino al precipitare della situazione quando la notizia giunge alle orecchie del padre di Antonio e diventa di dominio pubblico, facendo sprofondare il bel giovane nella disperazione. Ma alla fine proprio attraverso l'amore Antonio troverà il modo per riscattarsi.